# Spitakci Hayko
Hayko nebo též Spitakci Hayko („Hayko ze Spitaku“, arménsky Սպիտակցի Հայկո, vlastním jménem Hayk Ghevondyan, * 6. října 1972, Spitak, Arménská SSR, SSSR) je arménský zpěvák hudebního stylu rabiz.
V Arménii je známý svou interpretací písně Mi Gna (česky Neodcházej), kterou původně napsal arménský umělec Artak Aramyan. Tato skladba se následně proslavila po Blízkém východě a dále po světě (mimo jiné v arménské diaspoře) v předělávce od producenta Super Sako, který jí dodal hip-hopový rytmus a rapované sloky.

## Diskografie
- Inch Imanayi
- Qamu Nman Ancan
- Menutyun
- Vorn e Meghqs
- Tur Inz Serd
- Qaylum es naze naz
- Kdimanam Miayn Te
- Kaghotemq qez hamar
- Hayacqd
- Anush Mayrik
- Amprop Vorotac

## Singly a EP
- Jana-Jana
- Yerazis Luys Aghjik
- Inch Imanai
- El Chem Asi
- Bola Bola

## Spolupráce
- 2016: Mi Gna (Super Sako featuring Spitakci Hayko)
- 2018: Mi Gna (Maître Gims & Super Sako feat. Hayko)